# Marc Juni Penne (cònsol)
Marc Juni Penne (en llatí Marcus Junius M. F. M. N. Pennus) va ser un magistrat romà. Era fill de Marc Juni Penne, que va ser pretor l'any 201 aC. Formava part de la gens Júnia, i era de la família dels Penne.
Va ser pretor l'any 172 aC i va rebre la Hispània Citerior com a província. Va demanar urgentment al senat reforços pel seu exèrcit, però no van arribar fins que havia de donar la província al seu successor. L'any 167 aC va ser cònsol amb Quint Eli Petus i va obtenir la regió de Pisae com a província.